# トランプ・インターナショナル・ホテル・アンド・タワー (ホノルル)
トランプ・インターナショナル・ホテル・アンド・タワー（英語: Trump International Hotel and Tower）は、アメリカ合衆国ハワイ州ホノルルにあるホテルおよび超高層ビル。トランプ・インターナショナル・ホテル・ワイキキ・ビーチ・ウォーク。

## 概要
2006年7月に着工、2009年11月に完成した。38階建てで、高さは115.8m。全462室。ハワイでは有数の5つ星高級ホテルとなっている。